# Conus glaucus
Espèce
Statut de conservation UICN

 LC  : Préoccupation mineure
Conus glaucus est une espèce de mollusque de la famille des Conidae.

## Description
- Taille maximale : 8 cm.

## Répartition
sud-ouest du Pacifique.